# سفارة السويد في فنزويلا
سفارة السويد في فنزويلا هي أرفع تمثيل دبلوماسي لدولة السويد لدى فنزويلا. تقع السفارة في وهي تهدف لتعزيز المصالح السويدية في فنزويلا.

## وصلات خارجية
- قائمة سفارات السويد
- قائمة السفارات في فنزويلا